# De groene steen
De groene steen is een stripverhaal uit de reeks van De Rode Ridder. Het is geschreven en getekend door Karel Biddeloo. De eerste albumuitgave was in 1994.

## Het verhaal
Op een hete zomeravond als Johan de slaap niet kan vatten, zwemt hij in de vijver van het kasteel van Horst. Hij ontdekt een opgraving, waarbij tempeliers en Egyptenaren bij betrokken zijn. Ze zijn op zoek naar een loden koffertje die verzegeld is met het teken van Horus. Johan maakt kennis met grootkonstabel Gonzaga de Eenoog en met Aboe Hamed, een Egyptische hogepriester. Deze vertelt het verhaal van een strijd tussen de Romeinen en Egyptenaren, waarbij de Romeinen hebzuchtig op de vele Egyptische schatten jaagden. Een hogepriester, Ra-Hrj-Aa, heeft toen de geheimen en de oude kennis van de Egyptenaren proberen te redden door te vluchten naar Engeland. Onderweg verging het schip en kon Ra-Hrj-Aa zichzelf redden met het loden koffertje. Hij belandde toen aan de kust van Vlaanderen, waar hij kennis maakte met druïden. Daar versleet hij zijn laatste levensjaren.
Tijdens het verhaal wordt het kasteel van de Tempeliers aangevallen en weten de aanvallers door te dringen tot de wapenkamer waar Johan en zijn nieuwe bondgenoten zich bevinden. Johan weet, samen met Gonzaga, ternauwernood de aanval af te slaan ten koste van vele doden. Na de aanval vertelt Aboe Hamed het geheim van het koffertje. Het blijkt een stuk van de stenen tafelen met de tien geboden te bevatten. Het stuk bevat veel energie, wat in verkeerde handen veel ellende kan veroorzaken. Johan stemt toe om het stuk te helpen terug te brengen naar de berg Sinaï. Onderweg naar Egypte hoort hij dat graaf Klingsor, heerser van Capua en beoefenaar van zwarte kunst, achter de aanval zit. 
Bij de Zuilen van Hercules worden de kleine Tempeliersvloot aangevallen door een vloot van graaf Klingsor. De Tempeliersschepen weten zich te handhaven met onder andere Grieks vuur. Het schip waar Johan en Gonzaga op varen wordt echter geramd, waarbij zij in het water vallen. Johan weet Gonzaga te redden, maar de overgebleven Tempeliersschepen zijn doorgevaren. Johan en Gonzaga maken daarop een kleine vlot van wrakstukken en laten zich meevoeren met de stroming. 